# 阿史那弥射
阿史那 弥射（呉音：あしな みじゃ、漢音：あしだ びしゃ、拼音：Āshǐnà Míshè、? - 662年）は、西突厥の可汗で、唐の軍人。室點蜜可汗の五代の孫。突厥族。

## 生涯
阿史那弥射の家系は代々莫賀咄葉護（バガテュル・ヤブグ：官名）となっており、阿史那弥射も莫賀咄葉護となる。
貞観6年（632年）、太宗は詔を下し、鴻臚少卿の劉善を西突厥に遣わして、阿史那弥射に奚利邲咄陸可汗（イルテベル・テュルク・カガン）の称号を授け、鼓纛・綵帛万段を下賜した。しかし、その族兄の阿史那歩真は自立して可汗となることを欲し、遂に阿史那弥射の弟や姪など20数人を謀殺した。阿史那弥射は阿史那歩真と不仲となり、貞観13年（639年）に所属の処月・処密の部落を率いて唐に亡命し、右監門大将軍を授かる。その後、阿史那歩真は遂に自立して咄陸葉護（テュルク・ヤブグ）となったが、その部落の多くが従わなかったので、阿史那歩真も唐に亡命し、左屯衛大将軍を授かった。
貞観18年（644年）、阿史那弥射は太宗の高句麗征伐に従軍し、その功により平襄県伯に封ぜられる。
顕慶2年（657年）、右武衛大将軍となり、阿史那歩真と共に阿史那賀魯を討伐すると、興昔亡可汗（こうせきぼうかがん）を拝命し、右衛大将軍・崑陵都護を兼任し、阿史那賀魯の五咄六部落を分けて統領した。この年、阿史那弥射は雙河（ボロ川、ボロタラ川）で真珠葉護（インチュ・ヤブグ）を撃ってこれを斬り、闕啜（キュルチュル：官名）2人を殺した。
龍朔2年（662年）、ふたたび阿史那歩真と共に、䫻海道大総管の蘇海政に従って亀茲討伐を行った。ここで阿史那歩真は阿史那弥射の部落を併せることを欲し、蘇海政に「阿史那弥射が謀反を企んでいる」と偽りの報告をした。この時、阿史那弥射は前線で指揮をしていたが、蘇海政に「齎物数百万段を可汗及び諸首領に賜う」と言われて麾下を率いて受け取りに行ったところ、その麾下と共に誅殺された。阿史那弥射配下の鼠尼施部・抜塞干（バルスカーン）部は逃走したが、蘇海政によって討たれた。

## 子
- 阿史那元慶（左豹韜将軍）

## 参考資料
- 『旧唐書』列伝第一百四十四下 突厥下
- 『新唐書』列伝一百四十下 西突厥
- 佐口透・山田信夫・護雅夫『騎馬民族史 2―正史北狄伝』平凡社、1972年。ISBN 4582802230。
- 内藤みどり『西突厥史の研究』早稲田大学出版部、1988年。ISBN 4657882155。